# Dieter Mlynski
Dieter A. Mlynski (ur. 30 stycznia 1932 w Berlinie) – niemiecki inżynier, profesor Universität w Karlsruhe, Karlsruher Institut für Technologie w Karlsruhe, specjalista z dziedziny informatyki i fizyki stosowanej.

## Działalność naukowa i zawodowa
Absolwent Uniwersytetu w Jenie o specjalności fizyki stosowanej (1958). W 1964 na Wydziale Elektrycznym Technische Universität w Akwizgranie uzyskał doktorat, a w 1968 – habilitację.
W latach 1959–1963 pracował w Siemensie, a w latach 1968–1972 w Technische Universität w Akwizgranie.
W latach 1973–2002 profesor zwyczajny, kierownik i organizator Katedry i Instytutu Elektrotechniki Teoretycznej i Techniki Pomiarowych w Karlsruher Institut für Technologie w  Karlsruhe. W 1984–1986 był dziekanem Wydziału Elektrycznego Uniwersytetu – Institut für Technologie w  Karlsruhe. Był współorganizatorem Wydziału Elektrycznego Technische Universität w Ulm. Od 2002 na emeryturze.
W 1982 zainicjował współpracę Institut für Technologie w Karlsruhe z Politechniką Gdańską (PG). Od 1983 był pełnomocnikiem Senatu do spraw współpracy z PG. Od 1985 – dyrektorem niemiecko-francuskiego Instytutu Automatyki i Robotyki. Od 1989 członek Rady Naukowej Ecole Nationale Superieure de Physique w Strasburgu. Visiting professor w latach 1969-1971 w University of Arizona, w 1979 w University of California w Berkeley i Santa Barbara, w USA.
Jest autorem ponad 100 publikacji, w tym 3 książek na temat teorii grafów i ich współczesnych zastosowań, projektowania technologii wytwarzania marek elektronicznych układów scalonych, projektowania komputerowego, systemów grafiki komputerowej.
Promotor ponad 35 doktoratów. Redaktor naczelny „Journal of Circuity Systems and Computers”.
W 1997 r. został wybrany na członka zagranicznego PAN (Wydział IV Nauk Technicznych).
Doktor honoris causa Politechniki Gdańskiej (1991).

## Ordery i odznaczenia
- Medal 50-lecia Wydziału Elektroniki, Telekomunikacji i Informatyki Politechniki Gdańskiej (2002)

## Źródła
- Sekcja Archiwizacji i Obiegu Dokumentów Politechniki Gdańskiej. Nadanie tytułu i godności doktora honoris causa PG – prof. D. Młyński (1991), nr 710
- Doerffer J.W., Życie i pasje, t. III. Burzliwy okres 1970–1988, Gdańsk 2005
- Politechnika Gdańska. Wydział Elektroniki, Telekomunikacji i Informatyki. Księga Wydziału wydana z okazji jubileuszu pięćdziesięciolecia 1952–2002, red. M.Sankiewicz, G.Budzyński, Gdańsk 2004